# Jean-Patrick Nazon
Jean-Patrick Nazon (født 18. januar 1977) er en fransk tidligere professionel cykelrytter.